# Vlado & Isolda
Vlado & Isolda — хорватский дуэт, созданный специально для участия на конкурсе песни Евровидение-1984.
В его состав входили Владо Калембер (хорв. Vlado Kalember) и Изольда Баруджия (хорв. Izolda Barudžija). Изольда уже имела опыт участия на Евровидении, представив Югославию в 1982 году (в составе группы Aska).
В 1984 году дуэт был выбран, чтобы представить Югославию на конкурсе песни Евровидение-1984. Песня «Ciao, amore», исполненная ими, заняла предпоследнее, восемнадцатое место, набрав 26 баллов. Несмотря на плохой результат, эта позиция была получена с относительно большим отрывом от участницы, занявшей последнее место (с 5 баллами).
Владо Калембер впоследствии снова представил свою страну на конкурсе 1988 года, в составе Srebrna Krila.